# Herrarnas ringar i gymnastik vid olympiska sommarspelen 1992
Herrarnas ringar i gymnastik vid olympiska sommarspelen 1992 avgjordes den 27 juli-2 augusti i Palau d'Esports de Barcelona.

## Medaljörer
| Gren             | Guld               | Silver       | Brons                   |
| Herrarnas ringar | Vitalj Stjerbo OSS | Li Jing Kina | Andreas Wecker Tyskland |
| Herrarnas ringar | Vitalj Stjerbo OSS | Li Jing Kina | Li Xiaoshuang Kina      |

## Resultat

### Final
| Placering | Gymnast                    | Poäng |
| --------- | -------------------------- | ----- |
|           | Vitalj Stjerbo (EUN)       | 9.937 |
|           | Li Jing (CHN)              | 9.875 |
|           | Andreas Wecker (GER)       | 9.862 |
|           | Li Xiaoshuang (CHN)        | 9.862 |
| 5         | Valerij Belenkij (EUN)     | 9.825 |
| 6         | Szilveszter Csollány (HUN) | 9.800 |
| 7         | Yukio Iketani (JPN)        | 9.762 |
| 8         | Kalofer Hristozov (BUL)    | 9.750 |